# スマイルアゲイン (漫画)
『スマイルアゲイン』（スマイルアゲイン）は、高杉菜穂子による日本の漫画作品。『なかよし』（講談社）にて1990年4月号から11月号まで連載された。単行本は全2巻。

## 書誌情報
- 高杉菜穂子『スマイルアゲイン』講談社〈講談社コミックスなかよし〉、全2巻
  1. 1990年12月6日発行、ISBN 4-06-178676-8[1]
    - 併録「ストレートにつたえたい」

  2. 1991年6月6日発行、ISBN 4-06-178688-1[2]
    - 併録「卒業からはじめよう」